# إدغار كرو بيكر
إدغار كرو بيكر هو سياسي كندي، ولد في 16 سبتمبر 1845، وتوفي في 3 نوفمبر 1920 في فيكتوريا في كندا. نشط حزبياً في حزب كندا المحافظ. وقد انتخب عضو مجلس العموم الكندي.